# Сан Мартино ди Тавријанова
Сан Мартино ди Тавријанова је насеље у Италији у округу Ређо ди Калабрија, региону Калабрија.
Према процени из 2011. у насељу је живело 1704 становника. Насеље се налази на надморској висини од 138 м.